# کایرا زگورسکی
کایرا زگورسکی (به انگلیسی: Kyra Zagorsky) یک بازیگر فیلم و تلویزیون آمریکایی است.

## زندگی شخصی
زگورسکی در نیویورک متولد شد و در کوه‌هایی در یک شهر کوچک در کلرادو بزرگ شد. او در تمام دوران مدرسه ورزشکار و رقصنده بود. او بازیگری را در سال آخر دبیرستان خود شروع کرد و به عنوان یکی از بازیگران اصلی تئاتر مدرسه انتخاب شد.
زگورسکی از دانشگاه جنوبی اورگان در اشلند، موفق به دریافت مدرک لیسانس هنرهای زیبا در تئاتر شد. در سال ۲۰۰۶ وی مدرک کارشناسی ارشد هنرهای زیبا را در رشته بازیگری از دانشگاه کالیفرنیا، ارواین کسب کرد.
او همچنین طی سالها در هنرهای رزمی مختلف از جمله کیک بوکسینگ، کاپوئرا، و جنگ چوبی و شمشیری فیلیپینی آموزش دیده‌است.
وی در سال ۲۰۰۲، با بازیگر کانادایی پاتریک سابونگوی ازدواج کرد و حاصل این پیوند آنها یک دختر به نام «اش الکساندریا» و یک پسر به نام «بودی گابریل» است.

## فیلم‌ها
- منحنی در نقش دکتر جولیا واکر (نقش اصلی؛ ۲۶ قسمت)
- سوپرنچرال در نقش راندا مورنو (۱ قسمت)
- ۱۰۰ نفر در نقش نقش کارا کوپر (نقش دوره ای)
- فرینج در نقش پرستار (۱ قسمت)
- الفبای مرگ در نقش لینی
- حمله به خانه در نقش ویکتوریا
- یگان ضربت: تحت محاصره در نقش سوفیا گوتیرز
- انتقام در نقش ژاکلین دنورز